# Intel 4004
Intel 4004 е първият в света 4-битов централен процесор, пуснат от Intel Corporation на 15 ноември 1971 г. Това е първият еднокристален микропроцесор за масова употреба.
Въпреки че този микропроцесор се смята за начало на микропроцесорната и микрокомпютърната индустрия, други производители на интегрални схеми по това време също разработват подобни устройства. 4004 се произвежда в течение на 10 години, но няма търговски успех и оказва много малко влияние върху пазара на електроника. Той обаче е технологичен пробив, който отваря вратата за производство на едночипови микропроцесори и микрокомпютри. Те са материалната основа на информационната революция, която промени света в последните 30 години.
Intel 4004 е проектиран и се произвежда по 10-µm P-канална MOS технология. Работи от единствено захранващо напрежение -15 V с работна честота 740 kHz, предлага се в 16-изводен керамичен корпус.Процесорът притежава 46 броя инструкции, които са 8-bit-ови, ако са 2 думи стават 16-bit-ови 2x8-bit.Intel 4004 притежава интерфейс за клавиатура и оперира при температура от 0 до 70 градуса. Извършването за инструкционен цикъл става 10,8 микросекунди.

## История
През 1969 г. Марсиан Хоф (Marcian Hoff) предлага архитектура на семейство от четири чипа, наречено MCS-4, но не взима участие в развитието му, защото не е конструктор на единочипови устройства. Проектирането започва по-късно, през април 1970 година, когато Федерико Фаджин (Federico Faggin), физик, роден в Италия, е назначен в Интел като ръководител на проект и проектант на MCS-4. Колективът, под ръководството на Фаджин успява за пръв път да интегрира централен процесор в един-единствен чип през 1970-1971 година. Интел взима на работа Фаджин, който е съразработчик на оригиналната Silicon Gate технология със самоцентриране във Фейърчайлд през 1968 година и на нейна основа е създал интегрална схема, Fairchild 3708, на ниво търговски продукт.
В Интел Фаджин разработва нов метод на логическа схемотехника на база на технологията Silicon Gate (дотогава SGT е била технология, използвана основно за създаване на памети) и създава множество оригинални разработки, които позволяват създаването на микропроцесор в един-единствен чип: метод за осъществяване на „скрит контакт“; метод за създаване на пряк контакт между поликристален силиций и метал, което позволява свързването на две нива: едното от силиций, а другото от алуминий; откриването на натоварването бутстрап с използване на поликристален силиций (нещо, което се е считало невъзможно за осъществяване); изобретяване на много специални схеми, например нов статичен преместващ регистър по MOS технология, нов брояч и нов начин за автоматично стартиране при включване на захранването (power-on reset) (патент US 3 753 011).
Масатоши Шима (Masatoshi Shima), инженер по софтуер и цифров хардуер, без никакъв предишен опит като чип-дизайнер, помага на Фаджин при разработването на MCS-4 и по-късно го последва в Zilog, първата фирма, произвеждаща изключително микропроцесори, създадена от Федерико Фаджин и Ралф Унгерман в края на 1974 година. Фаджин и Шима разработват заедно микропроцесора Z80, който се произвежда и до днес.
Според правилата за означение на интегрални схеми на Intel означението на първия микропроцесор следва да бъде 1201. Федерико Фаджин е привърженик на означение 4000, но едва след като узнава за хронологията на Ашер, според която датата на сътворението на света e 4004 г. преди Рождество Христово, използва този довод и получава разрешение от ръководството на Intel за означение 4004.

## Технически характеристики
- 4-битов паралелен
- 46 инструкции
- Двоичен и десетичен работен режим
- Стандартно работи при температура от 0 до 70 градуса по Целзий
- 12-битова адресна шина
- 8-битови инструкции
- 4-битови данни

## Допълнителни чипове
- 4001 256 битова енергонезависима памет върху четирибитов И/О порт
- 4002 40 битова енергонезависима памет върху четирибитов И/О порт организирана от 4 регистъра с 20 битови думи
- 4003 10 битов паралелен шифт регистър за сканиране на клавиатури, дисплей, принтери и др.
- 4269 интерфейс за клавиатура и дисплей
- 4289 интерфейс за паметта

## Изводи
- 1 – D0(вход за данни 1)
- 2 – D1(вход за данни 2)
- 3 – D2(вход за данни 3)
- 4 – D3(вход за данни 4)
- 5 – Vss(захранване)
- 6 – Clk фаза 1
- 7 – Clk фаза 2
- 8 – край синхронизиране
- 9 – рестартиране
- 10 – тест
- 11 – извод на енергонезависима памет
- 12 – край синхронизиране
- 13 – извод на енергозависима памет 3
- 14 – извод на енергозависима памет 2
- 15 – извод на енергозависима памет 1
- 16 – извод на енергозависима памет 0